# Bracara Augusta
Bracara Augusta é o nome romano da actual cidade de Braga, no norte de Portugal, fundada pelo imperador Augusto entre os anos 15 e 13 a.C. Foi capital conventual, capital da província romana da Galécia e do Reino Suevo.

## Toponímia

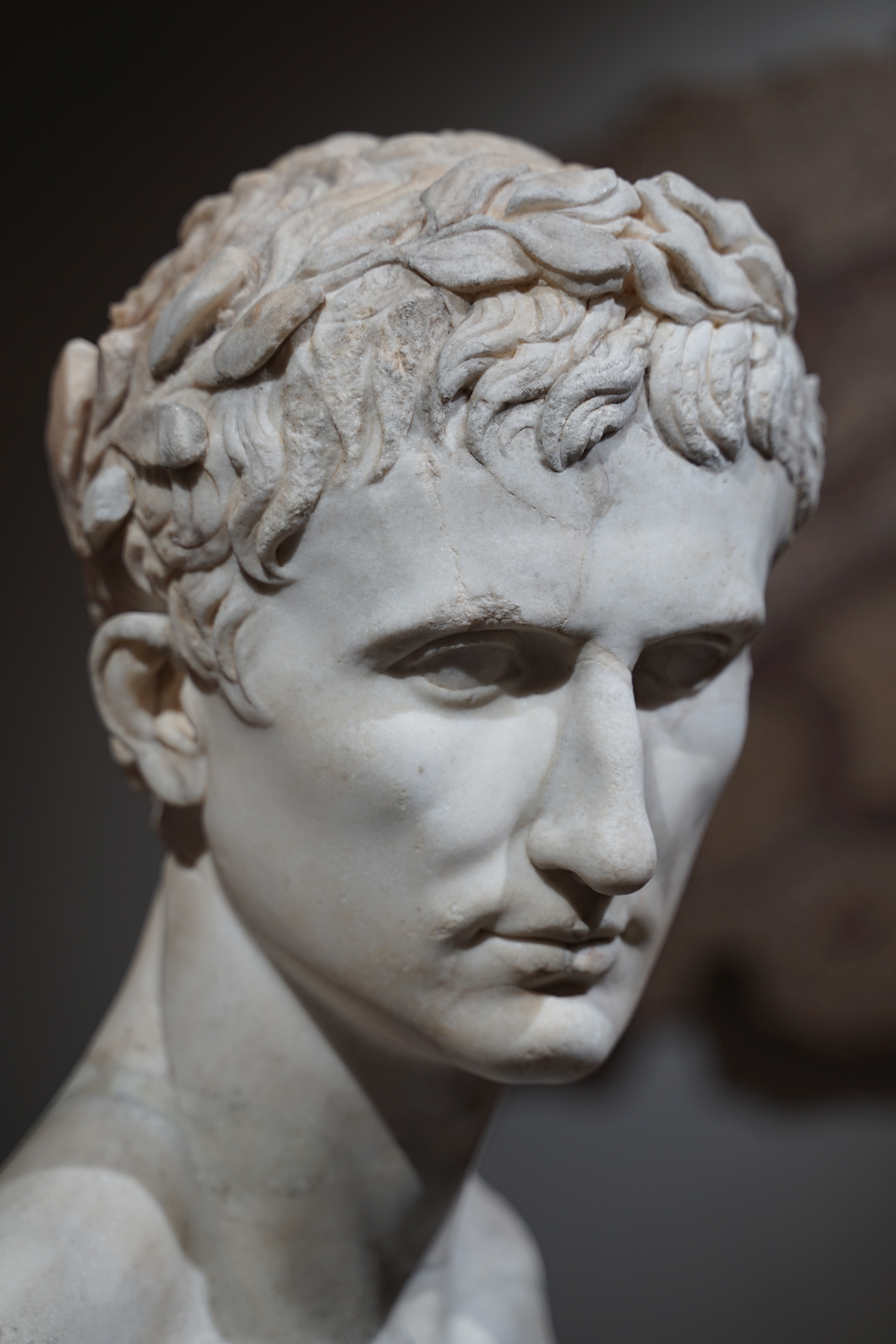
Busto do Imperador Augusto do Museu D. Diogo de Sousa

O nome da cidade romana é uma conjunção entre o nome do povo indígena residente, os Bracari, e o nome do imperador Augusto (r. 27 a.C.–14 d.C.) em homenagem à aliança firmada entre os dois.

## História

### Fundação (138 a.C. a 14 d.C.)

#### Em antes da fundação

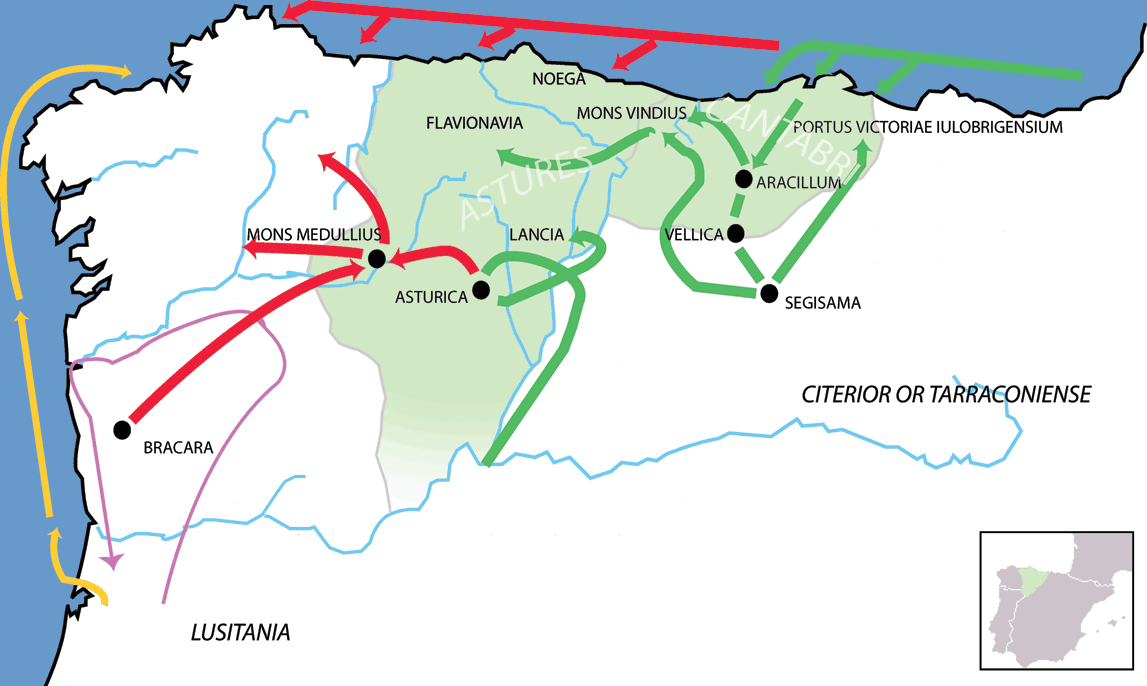
Campanhas militares romanas:
Bruto em (138–136 a.C.)
Júlio Cesar em (62 a.C.)
Augusto 1ª expedição das guerras cantábricas
Augusto 2ª expedição (as duas entre 26–19 a.C.)

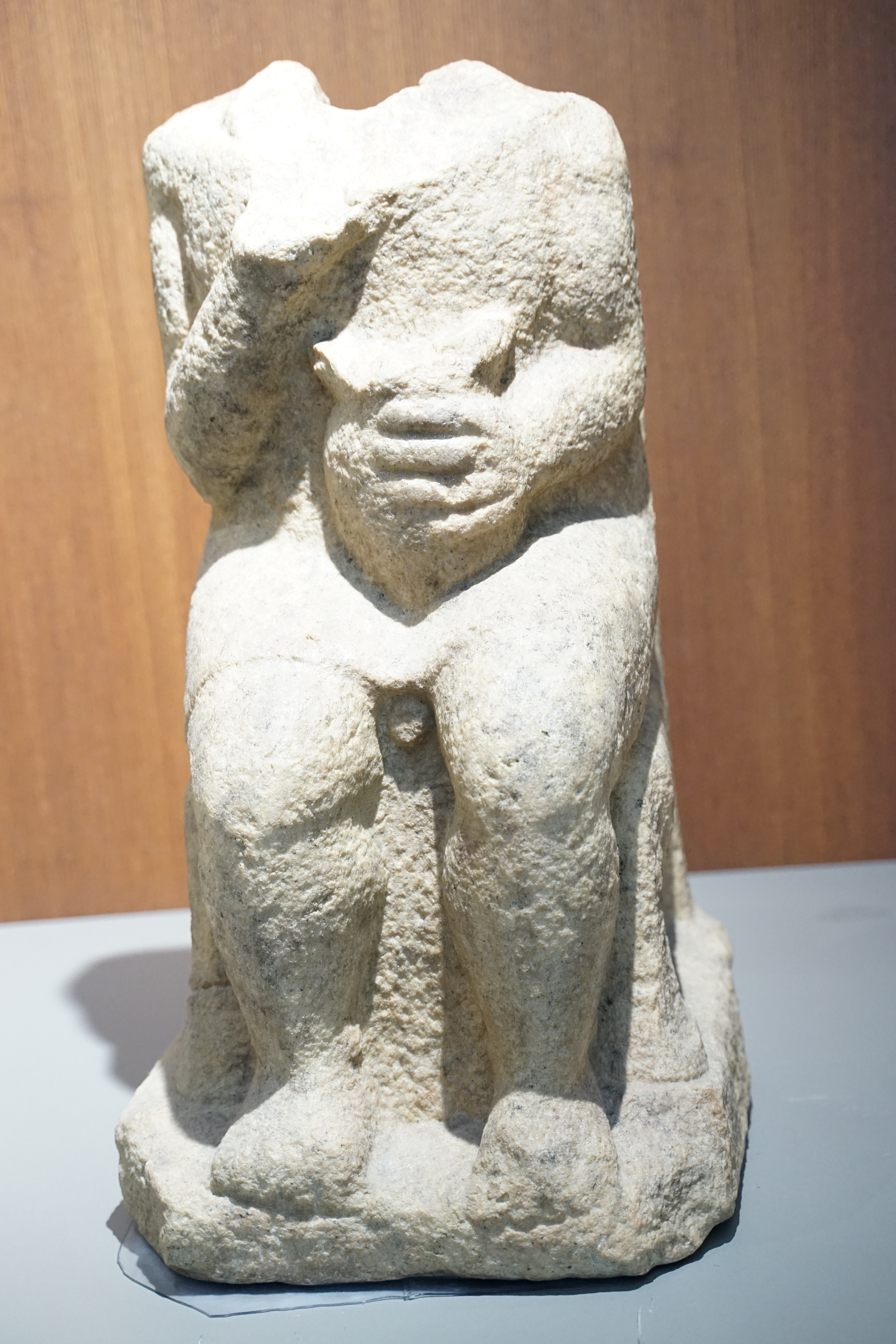
Estátua, encontrada no lado sul da Av. da Imaculada Conceição, dum brácaro sentado num "trono" cujos apoios dianteiros representam cascos de cavalo. Museu D. Diogo de Sousa

Embora a primeira expedição militar ao noroeste da Península Ibérica tenha decorrido a seguir à morte de Viriato, nos anos 138 - 136 antes de Cristo, comandada pelo cônsul romano Décimo Júnio Bruto Galaico, que ganha, segundo ele, uma grande batalha contra os Brácaros, é só no tempo de Augusto, com as guerras cantábricas, que a conquista é definitiva e que começa a real romanização do território. Uma das primeiras etapas é a fundação de grandes cidades e a construção de vias entre elas, para a completa integração das populações no mundo romano. É com essa finalidade que, durante a estadia de Augusto em território peninsular, entre os anos 15 e 13 antes de Cristo foi fundada a cidade de Bracara Augusta, para promover e difundir a cultura romana nos numerosos povoados das proximidades. Alguns autores defendem a existência dum castro, ou dum ‘’oppidum’’ (lugar fortificado extenso, citado por Plínio, o Velho, como oppidum dos Bracari), ainda antes da fundação da cidade de Braga. Na defesa dessa tese, está a descoberta em 2002 dum balneário por baixo da estação do caminho de ferro, datado da idade do ferro. Só que até hoje é a única descoberta dum edifício pré-romano na cidade de Braga. Por isso, se esse "oppidum" existir, ainda não foi descoberto, o que dá asas a outras teorias em que o espaço ocupado pela cidade era antes da fundação, um espaço importante para os indígenas mas não construido, o sítio poderá então ter sido ocupado por:
- Um acampamento militar romano,[6] como no caso de Astorga e Lugo.
- Um local de encontro dos diversos castros da região, onde se reuniam os chefes, os anciãos para tomar decisões importantes ou sanar as divergências;[7]
- Um local sagrado (com um eventual templo, árvore, penedo) para prolongar a ideia anterior de local de encontro, mas desta de natureza religiosa[8]. Sendo os principais argumentos a existência, dum lado da cidade, da Fonte do Ídolo, (lugar erigido por Celicus Franto, um colono “romanizado” de Ascobriga, a deuses pagãos no primeiro século d.C.) mas que já podia ter sido um local sagrado antes, e do outro, do balneário, outro presumível local de culto.
- Um mercado, local de encontro mas também de troca.[9]

Enfim, podia ser isso tudo ao mesmo tempo, ou seja, esse espaço central com muitos castros a volta, podia ser ao mesmo tempo um local de encontro, uma feira, um sítio em parte sagrado e mesmo talvez ocupado com construções precárias. Todavia, é muito provável que o balneário não seja o único monumento pré-romano na zona, e que haja ainda muito por descobrir.

#### Os primeiros anos
A cidade foi construida de forma planeada, conforme um projeto clássico de forma ortogonal (ruas alinhadas, com cruzamentos a ângulo reto) orientada Noroeste/Sudeste. Era dividida por quarteirões quadrados, de área construída de 120 x 120 pés (35,52 m por 35,52 m), ocupando no seu todo, uma área retangular de 29,85 ha. A sua origem era civil e a governação partilhada com as elites dos bracari. As primeiras décadas da cidade foram marcadas por grande crescimento. Foram construídas as primeiras infraestruturas urbanas (saneamento (cloaca)), abriram-se estradas, foi capital conventual, talvez desde o tempo de Augusto, ou Tibério, desenvolveram-se atividades económicas (metalurgia, olaria e comércio) e novos bairros. O território rural adjacente à futura cidade também foi dividido em lotes quadrados para ser distribuído, segundo o princípio da centuriação, dando condições para que inúmeros indígenas, alguns militares e imigrantes se deslocassem para ali viver. No entanto nos anos 50 d.C. o comércio já desempenhava um papel fulcral na cidade e na região.

### A cidade Flávio-Antonina (68 a 192 d.C.)

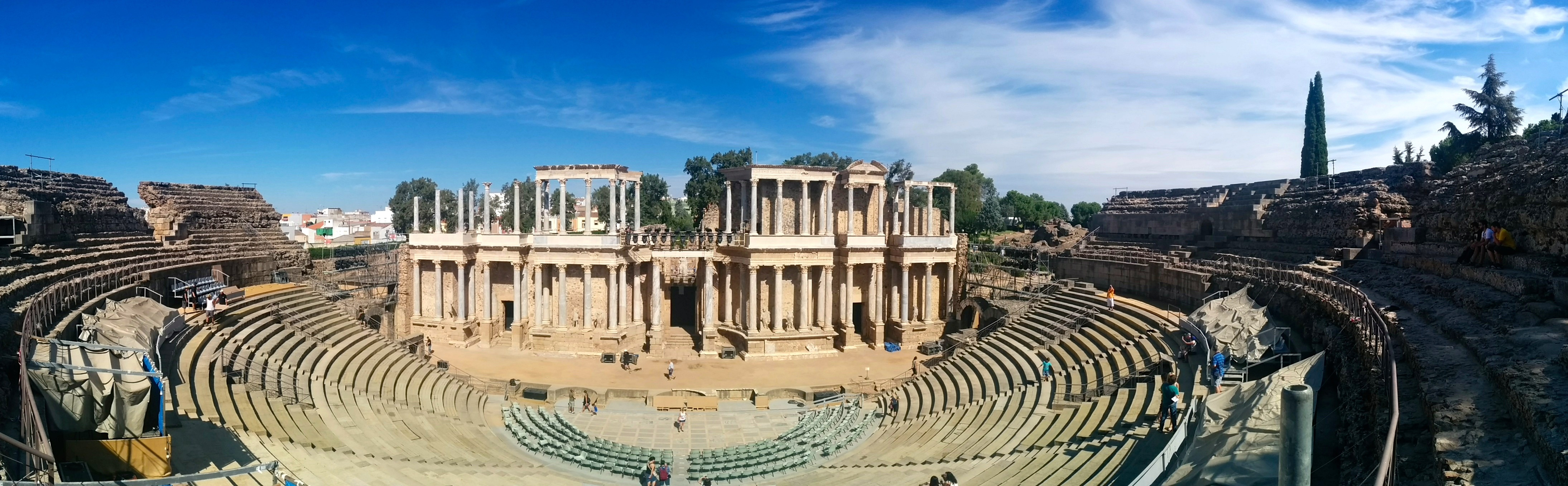
Teatro de Mérida

Com a publicação do Édito de latinidade promulgado pelo imperador Vespasiano em 74, todos os cidadãos hispânicos livres passaram a ter a condição de cidadãos latinos grau intermédio entre a condição de cidadão romano e de não cidadão ou seja peregrino. Bracara Augusta foi certamente na mesma altura promovida a município. Assim as elites da cidade podiam obter a cidadania romana exercendo cargos nas magistraturas municipais. Os novos cidadãos romanos foram adscritos à tribo Quirina, uma das 35 tribos de Roma.
Assim fruto da sua nova condição de município, a cidade prossegue a sua fase de crescimento e embelezamento  com várias reestruturações. São reparadas as antigas vias e Bracara beneficia duma nova ligação com Astorga pela Via Nova (Geira). Continuam as construções de edifícios públicos  e a “monumentalização” da cidade com teatro, termas, templos, anfiteatro. Aumentam os bairros e assiste-se à instalação de pessoas abastadas na zona oriental da cidade. 
Sabemos pela obra de Plínio, o Velho que o convento bracarense é dividido em 24 civitates e tem uma população de 285 000 pessoas livres, sendo o mais povoado do Noroeste peninsular. O forte comércio é caracterizado pelas importações de vidro, cerâmica e objetos de adorno, alguns produtos importados eram de grande qualidade e gosto refinado, o que sugere a existência de uma poderosa elite. As exportações eram marcadas pela cerâmica de qualidade e metais. A cidade no Alto Império era já de referência a nível peninsular.

### Século III

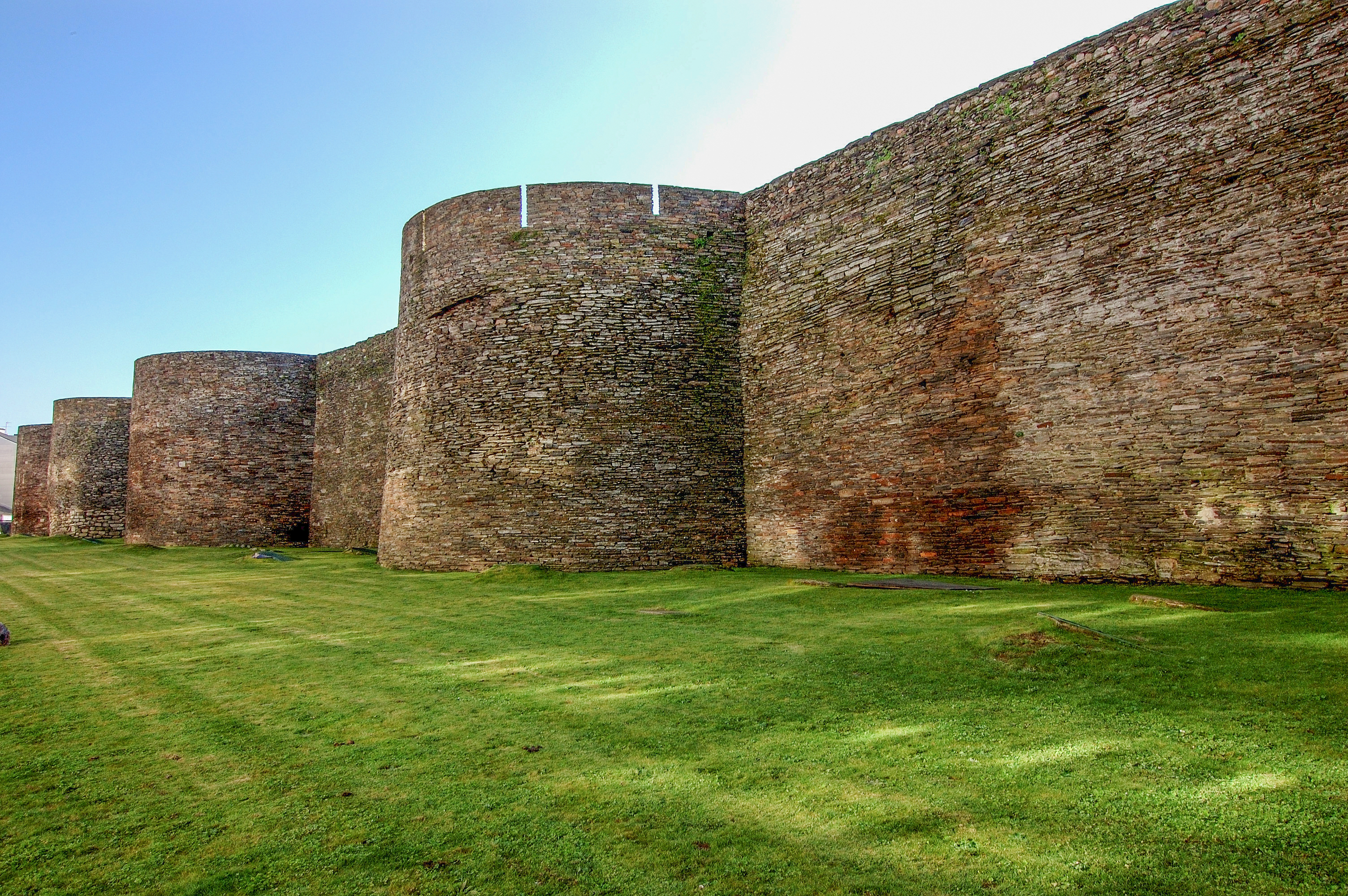
Muralha romana de Lugo, Galiza

A Crise do terceiro século instalada no Império, atinge também Bracara Augusta que conhece pela primeira vez um abrandamento do seu crescimento. Pouco depois do assalto e saque da cidade de Tarragona pelos francos durante o reinado de Galiano, no fim do século III início do IV, uma imponente muralha de 5 a 6 m de largura, com torreões, é construida em volta do centro da cidade de Bracara (mais de 48 hectares), e transforma por completo a sua configuração: algumas casas e monumentos como o teatro e o anfiteatro são em parte destruídos para aproveitar a pedra para a nova construção, muitas ruas transformam-se em beco sem saída, e passam para o domínio privado, a cidade divide-se em cidade de entre-muros e bairros periféricos que mantém todavia as suas atividades. Nem tudo é negativo, porque no  tempo do imperador Caracala é criada a nova província de “Hispania Nova Citerior Antonina” (futura Galécia).

### Baixo-império (285 a 409 d.C.)

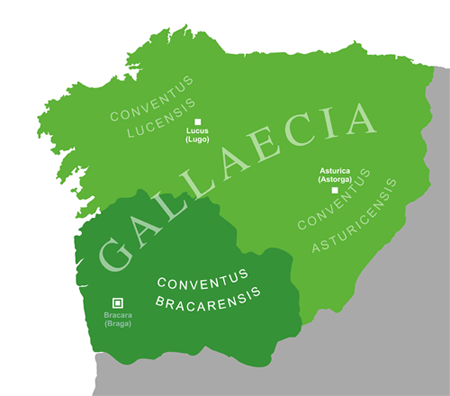
Conventos da Galécia

Entre 284 e 289 d.C., por ordem de Diocleciano, Bracara Augusta é promovida a capital da recém-criada província de Galécia que integra os três conventos do Noroeste peninsular (Convento bracarense, Convento lucense e Convento asturicense) e parte do convento de Clunia. Com essa decisão, a cidade sofre uma nova expansão urbana, reestruturam-se e criam-se edifícios públicos, requalificam-se as vias, introduzem-se melhoramentos na cidade, enriquecimento da população, inclusão de zona de banhos e pavimento de mosaicos nas vivendas privadas. O comércio intensifica-se fortemente e aparecem os ateliers de cerâmica. A decretal do Papa S. Sirício em 385 ao bispo de Tarragona faz uma  referência a uma província eclesiástica da Galécia, sugerindo que Bracara Augusta possuía já um bispado. Fato confirmado, no ano de 400 d.C., pela presença  do seu arcebispo, Paternus, no Primeiro Concílio de Toledo. A cidade torna-se capital da província eclesiástica e assume a centralidade do Noroeste peninsular.

### Alta Idade Média

#### O reino Suevo

##### A formação do reino suevo

Repartição da Hispânia em 411

Os Suevos (povo germânico), sobre pressão dos Hunos, atravessam o rio Reno gelado, na noite de 31 de dezembro de 406, para encontrar refúgio dentro das fronteiras do Império Romano. Em outubro de 409, chegam à Península Ibérica e, em 411, ao convento bracarense. Assim acaba a longa ‘’Pax Romana’’ para Bracara Augusta,  não que a chegada fosse violenta ( pelo testemunho de Paulo Orósio, sabemos que por pouco tempo "trocaram a espada pelo arado"), mas porque muito rapidamente entrarem em conflito com os seus vizinhos os vândalos Asdingos, que ocupavam também parte da Galécia. Em 419 os Suevos do rei Hermerico são atacados e cercados  na Batalha dos montes Nervasos pelos vândalos do rei Gunderico, Astério, conde de Hispânia, com tropas romanas vem ao seu socorro e muitos vândalos são massacrados em Braga pelo vigário Maurocellus, na sua retirada para a Bética.

##### Bracara, capital do reino suevo

Reino Suevo em 455

Tendo os visigodos, em nome dos romanos, derrotado os Alanos que ocupavam a Lusitânia pouco tempo antes, os suevos tomam conta desse território e Bracara Augusta torna-se a capital política do Reino Suevo que englobava a extinta região da Galécia, e se prolongava até ao rio Guadalquivir. Esse curto reino de 174 anos, é no entanto, o primeiro reino medieval do ocidente, o primeiro reino católico  e enfim o primeiro reino “bárbaro” a cunhar moeda. De fato, em Bracara foram cunhados síliqua de prata com dum lado a efígie do imperador Honório e do outro uma cruz laureada com as letras “B e R” por Bracara e a inscrição “ivssv richiari reges” por “Por ordem do rei Requiário”. Requiário, que foi convertido ao catolicismo por Balcónio, bispo de Bracara e fundador duma escola teológica na cidade, figura proeminente do catolicismo bracarense com Paulo Orósio (que contactou diretamente com Sto. Agostinho e com S. Jerónimo), os dois Avitos (um peregrino no Oriente, outro peregrino em Roma) e Santa Engrácia de Saragoça. Depois de vários sucessos os suevos alargam ainda mais o seu território. Os visigodos sempre aliados e mesmo federados dos romanos são novamente enviados para a Península. Primeiro enviam uma embaixada para pôr os suevos na ordem, sem resultados e, como resposta à segunda tentativa de diálogo dos visigodos, Requiário ataca a região de Tarragona, na atual Catalunha. Fartos, os visigodos atacam também e derrotam os suevos perto de Astorga (na batalha do Rio Órbigo), muitos deles escapam, e durante a perseguição, os visigodos atacam e saqueiam Bracara, no domingo 28 de outubro de 456. São feitos muitos prisioneiros “romanos”, as Igrejas são profanadas, os padres são despidos das suas vestes sacerdotais, até a nudez. Curiosamente segundo Idácio, Bracara caiu sem derrame de sangue e violações (Astorga não terá a mesma sorte e será em parte incendiada).  Teodorico e seus visigodos, depois de ter capturado e morto Requiário no Porto, seguem para a Lusitânia, e deixam o convento bracarense nas mãos de bandas armadas de saqueadores.
O reino de Galécia é dominado indiretamente pelos Visigodos, os Suevos encontrando-se numa clara posição de vassalagem e dividem-se em dois reinos. Bracara, já não sendo a única capital perde influência, ao invés Lugo e sobretudo Porto ganham importância. Com a morte de Idácio, depois de 469, ficamos sem informação até 561, e a ordem do rei Ariamiro, de proceder ao  Primeiro Concílio de Braga, entre os anos 561 e 563, na presidência de Lucrécio, bispo de Bracara. Seguido em 572, no reino de Miro, pelo segundo concílio de Braga, presidido desta por São Martinho, bispo de Dume e de Braga, novamente única capital do reino. Essa curta fase marca um renascimento dum certo esplendor político e religioso de Bracara, muito influenciada pelo Império Bizantino. E deve muito a obra de (re)organização, e de formação (inclusivo do próprio rei, Miro), do culto bispo São Martinho de Dume. O Paroquial suevo é exemplo disso, que não só prova esse grande esforço de organização na Igreja, mas também na administração civil do reino. 

Em 585, o reino Suevo, acaba, dominado pelo Reino Visigótico, durante 130 anos. Bracara deixa de ser definitivamente capital política dum estado, guardando no entanto o seu estatuto de capital eclesiástica. Durante esses dois reinos germânicos, apesar do saque, houve uma relativa continuidade, económica, com uma certa prosperidade da cidade, e na configuração e ocupação do espaço. Embora a cidade vi-se alguns dos seus monumentos transformados e a qualidade da reconstrução ser de modo geral de nível inferior a do período romano. No entanto, algumas construções religiosas, como a basílica de Dume e em particular a capela de São Frutuoso mostram sinais evidente da utilização de materiais nobres, como mármore e calcários. A periferia até conhece um desenvolvimento, ilustrada com a construção de varias igrejas (S. Vicente, S. Vítor, e S. Pedro de Maximinos).

##### Paços Reais
Curiosamente, parece que os reis suevos nunca viveram em Bracara mas sim nos seus arredores, Teodomiro terá dado o seu nome a freguesia de Mire de Tibães  e perto do seu palácio São Martinho terá fundado um mosteiro. Santa Marta das Cortiças é outro lugar com um palácio real ao lado duma basílica. No alto do monte e ao lado dum castro, numa clara posição defensiva, (talvez depois do saque de Teodorico).

#### Da Islamização à Reconquista (século VIII a X)
A entrada dos mouros na Península ocorreu com o desembarque em Gibraltar a 27 de abril de 711 de Tárique. Seis anos depois, em 717, os Mouros tomam Bracara, e a sede da diocese bracarense é transferida até 1070 para Lugo. A resistência cristã recuou de forma mais permanente até ficar confinada numa pequena zona montanhosa das Astúrias. Porém menos de 40 anos depois, no tempo de Afonso I das Astúrias, Braga é de novo em zona cristã, embora numa zona muito perigosa, demasiada perto da fronteira do Douro. O século X é marcado, após um período de paz, por diversas destruições sangrentas de Almançor, governador do Alandalus, que consegue inverter o avanço da reconquista. Verifica-se uma vasta destruição muçulmana na Galiza, em 997, por Almançor e seu exército, que saqueou as cidades galegas do Porto, até Santiago de Compostela, mas não sabemos se passou por Braga. Todavia o cronista árabe Muḥammad Ibn ʿAbd al-Munʿim al-Ḥimyarī, citando um texto do geógrafo Abu Ubaide Abedalá Albacri (século XI), fala duma cidade destruída.
| “ | Esta cidade de Braga, que remontava a Antiguidade, foi uma das fundações dos romanos e uma das suas residências reais. Assemelhava-se a Mérida pela solidez dos seus edifícios e ordenação das muralhas. Está hoje quase inteiramente destruída e deserta: foi demolida pelos muçulmanos que expulsaram a população ... | ” |
|   | — Muḥammad Ibn ʿAbd al-Munʿim al-Ḥimyarī. |   |

#### A cidade de Braga

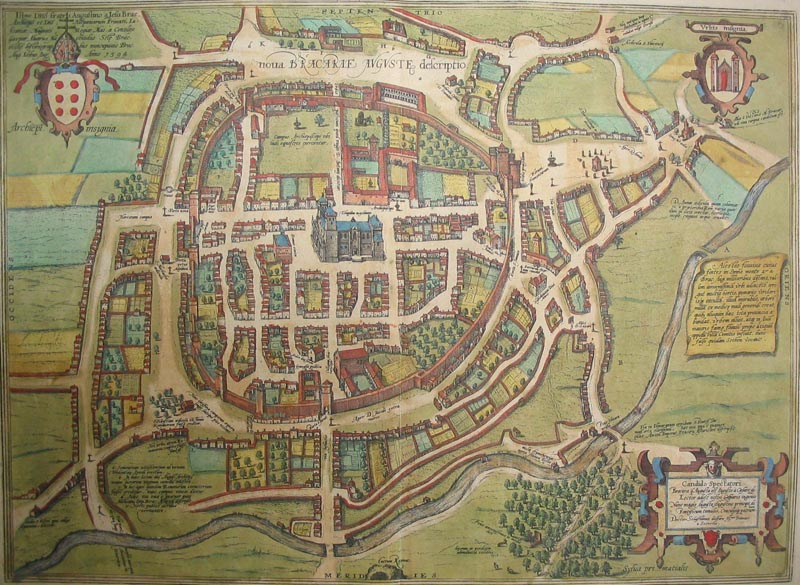
Braga medieval, num mapa de 1594

A cidade de Braga que nasce no século XI, tem pouco a ver com a antiga e rica Bracara. Depois de D. Fernando I de Leão ter conquistado Coimbra, por decisão real, Braga torna a ser sede episcopal com a nomeação do bispo D. Pedro de Braga que manda reconstruir a Sé ( sobre restos de um antigo templo romano dedicado à deusa Ísis, que teria mais tarde sido convertido numa igreja cristã). A cidade medieval desenvolve-se em torno da Sé fortificada, ocupando só o quarto noreste da antiga Bracara até a muralha romano do norte, o resto da cidade é aos poucos destruído e transformado em campos e hortas. O que confirma a crónica árabe, Braga perdeu certamente mais de metade da sua população, e toda a zona Oeste ocupada com monumentos públicos, fórum, termas, teatro e anfiteatro é abandonada. Uma muralha circundante é construida a volta da cidade medieval em antes do século XIII. Braga foi oferecida como dote, por Afonso VI de Leão e Castela, à sua filha D. Teresa, no seu casamento com D. Henrique de Borgonha. Estes últimos foram senhores da cidade entre 1096 a 1112. Em 1112, doam a cidade aos Arcebispos.

De Bracara a Braga

## Economia do convento bracarense

### Importações
Pelo achado das ânforas, a análise da sua forma e origem, sabe-se que a maioria das importações nesse contentor, era 
de sob-produto de vinho, “concentrados” ou “xarope de vinho” obtidos a partir de mosto cozido chamado defructum  (em 64%), oriundo quase exclusivamente da Bética;  vinho de qualidade (9,81%) proveniente de Itália, do sul da Gália, da zona do Egeu e em boa parte da Bética; produtos piscícolas (garo ou garum em latim ) (18,67%) da Bética e da Lusitânia; e azeite (apenas 1,99%) principalmente do vale do Guadalquivir. 

### Principais produções
Alem das produções agrícolas, Bracara durante a época romana desenvolveu uma grande atividade de indústria e comercio. Uma das atividades atestadas, é a fabricação de vidro no centro da cidade, mas a principal produção era de cerâmica (lâmpadas a óleo (lucernas), cerâmicas comuns, cerâmicas finas (louça fina de mesa), ânforas, dolia , materiais de construção...), com varias oficinas de olaria na sua imediata periferia. No entanto a matéria prima era toda proveniente da zona entre Vila de Prado do concelho de Vila Verde e Ucha do concelho de Barcelos, distante de 14 km de Bracara pela Via XIX,  que também podia ser um importante centro de produção. Das várias oficinas, destaca-se a marca “LUCRETIUS” que  abastecia o mercado da Galécia e do norte da Lusitânia.

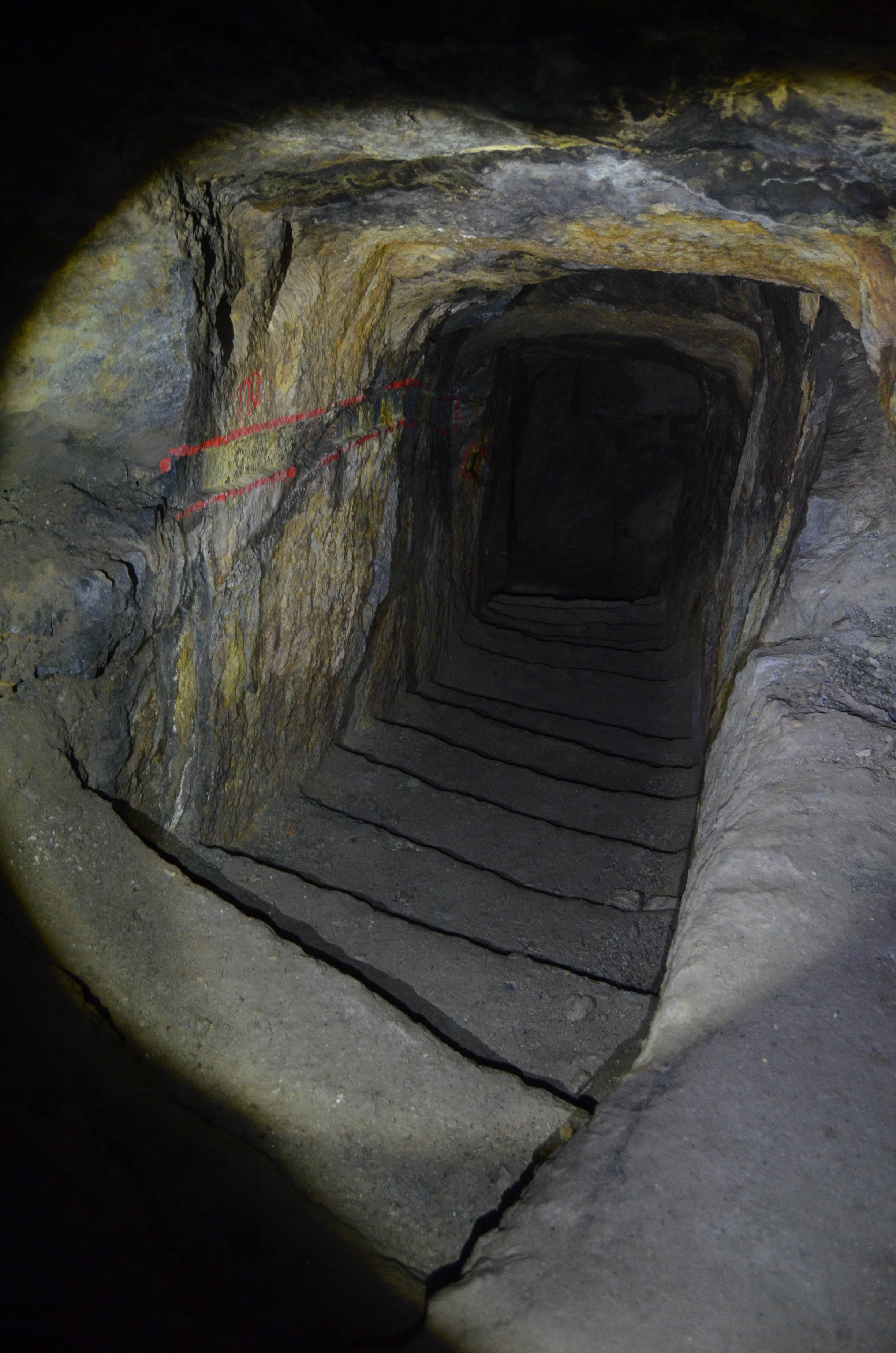
Minas romanas de Tresminas

Mas a principal fonte de riqueza do convento bracarense era a mineração dos metais (estanho, ferro, chumbo e prata) com principal destaque no ouro pelo seu valor e sua quantia. Além da recolha de ouro no leite dos rios, entre os quais os rios Douro e Sabor, o convento contava na época com um total de 50 explorações mineiras só no atual território português, algumas  próximas da cidade, como a de Marrancos na concelho de Vila Verde, bem perto, e não por acaso da via XIX. Mas as principais minas ficavam em Trás os Montes como as de Tresminas (Vila Pouca de Aguiar) e do Poço das Freitas (Boticas), e no “Grande Porto” com as minas do Fojo das Pombas na Serra de Santa Justa e Pias (Valongo) e as minas de Castromil (Paredes) . Se a exploração dos minérios é muita antiga e data na Galécia, do neolítico, com a chegada dos Romanos a exploração tornou-se intensiva e protoindustrial, com minas tanto à céu aberto como subterrâneas e com recurso a imensa mão de obra escravizada  mas também a maquinaria como moinhos (martelos) hidráulicos para trituração do minério bruto de quatro pilões . O que permitiu extrair quantidades imensas de minério principalmente de ouro, Plínio, o Velho dá-nos o valor de 20 000 livras  (6.543 quilos) anuais para a Galécia, Astúrias e Lusitânia sendo, segundo ele, as Astúrias o principal produtor . Essas minas eram do domínio imperial havendo mesmo um procuratore metallorum  das Astúrias e Galiza, responsável pela administração e fiscalização das minas até meados do século II/inícios do século III, fim provável da exploração das mesmas e começo duma grande crise no Império romano. Por isso só uma pequena parte desses minério era fundido na própria cidade e periferia, foram encontrados vários moldes de barro (cadinho) de ouro e bronze, por exemplo no edifício do “Cardoso da Saudade”. É nessa perspetiva que podemos entender a densa rede viária romana do convento bracarense, primordial na política económica do poder romano dado que a sua construção facilitou a rápida saída dos metais extraídos na região.

### Bracara Augusta, importante nó rodoviário

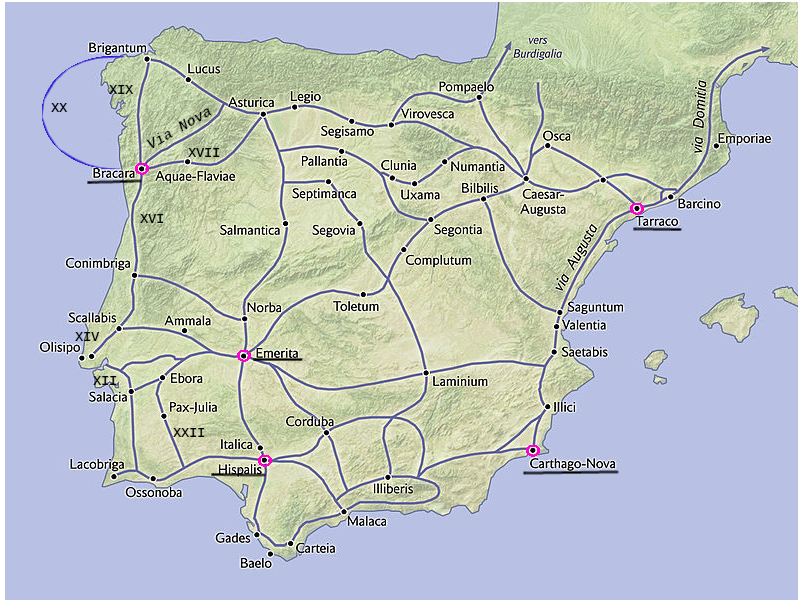
Vias romanas

Braga, bem antes de se tornar capital de província, já estava ligada ao triângulo político-administrativo, estabelecido por Augusto, da futura província de Galécia com vértices nas três cidades: Bracara Augusta (Braga), Lucus Augusti (Lugo) e Astúrica Augusta (Astorga) por varias vias:
- Via XVII: Braga-Astorga por Chaves.
- Via XIX: Braga-Astorga por Lugo.
- Via XX: Braga-Astorga, via em parte fluvial e marítima.

Mas também as cidades mais importantes da Lusitânia como Emerita (Mérida, capital da província) via Scallabis (Santarém, conventus) pela Via XVI. Por volta do ano 80 essa rede é reforçada com a criação da
- Via XVIII ou Via Nova: Braga-Astorga, caminho mais direto cortando entre a Serra Amarela e a Serra do Gerês.

## Escavações

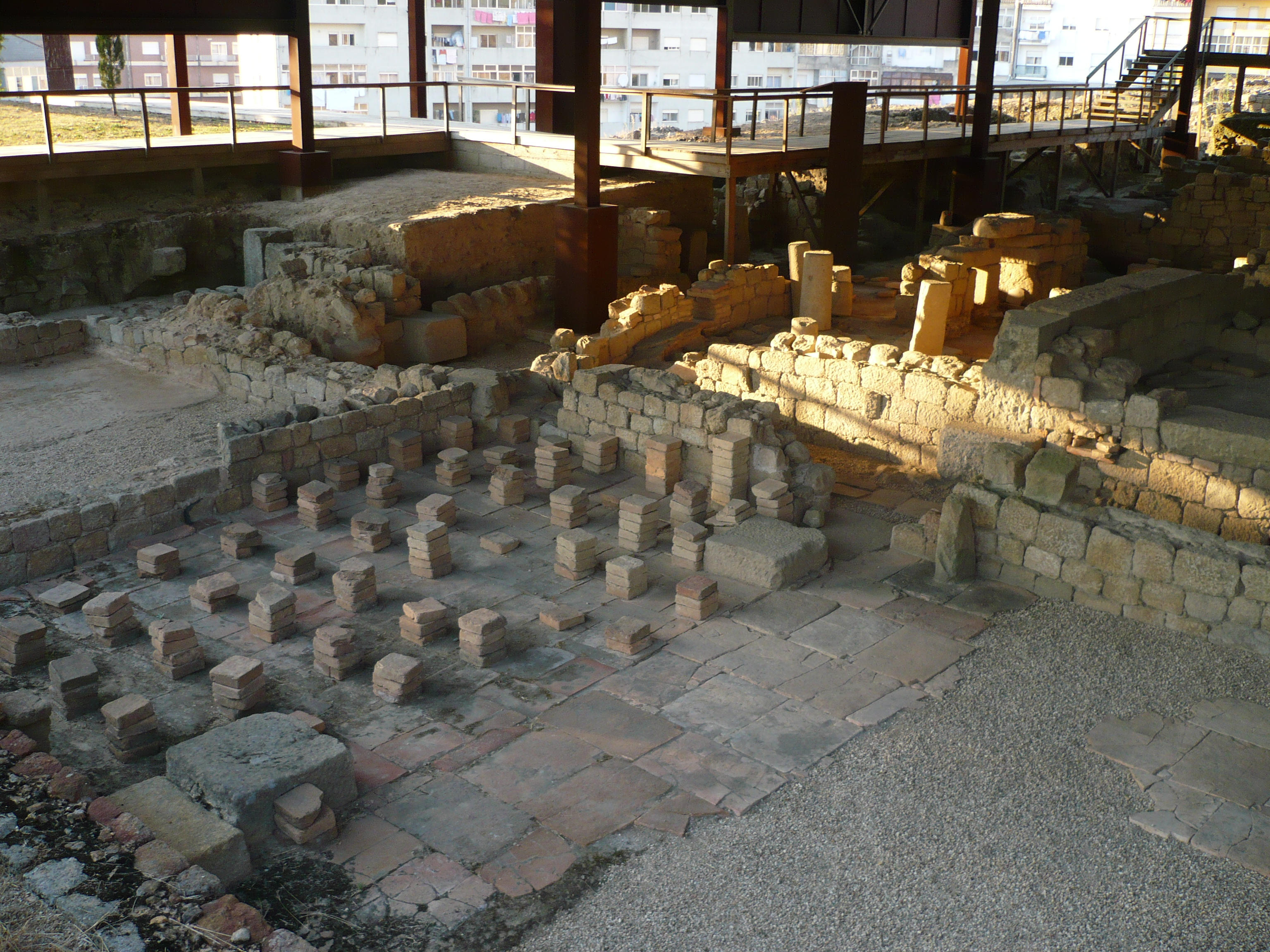
Termas de Bracara Augusta

Felizmente a memória de Bracara Augusta não ficou completamente apagada, já no tempo do rei D. Manuel, com o arcebispo de Braga D. Diogo de Sousa houve a preocupação de proteger os vestígios romanos, com a colocação no recém criado, campo de Santa Ana (Av. Central) de mais de uma dezena de miliários . Outro arcebispo de Braga, entre 1626 e 1634, Rodrigo da Cunha descreve na sua “História Ecclesiástica dos Arcebispos de Braga” a suposta fundação de Braga, citando vários autores, e emite a acertada opinião que Bracara não ocupava o mesmo espaço que Braga
| “ | As memorias antigas, que há em Braga mostram que foi sempre cidade grandiosa. Sua primeira fundação, e assento não foi no lugar onde hoje se vê. Teve seu principio junto à Igreja de São Pedro de Maximinos onde se mostram hoje ruínas de grandes edifícios que dão testemunho de sua antiga majestade, e ainda aparece um como meio circulo lugar onde estava o anfiteatro … | ” |
|   | — História Ecclesiástica dos Arcebispos de Braga, D. Rodrigo da Cunha . |   |

Outro membro do clérigo, Jerónimo Contador de Argote foi um grande historiador e defensor do património de Braga como se nota na sua importante obra “Memórias Históricas do Arcebispado de Braga”. As transformações do século XIX e inicio do século XX em Braga afetaram principalmente os edifícios medievais como por exemplo a destruição do castelo em novembro de 1905 pela Câmara. No fim do século passado, porém Braga conheceu um crescimento exponencial que ameaçou a partir de 1970 as ruínas romanas, as grandes quintas que cercavam a cidade foram transformadas em estradas e loteamentos. Depois de algumas destruições, o Cónego Arlindo Ribeiro da Cunha, é dos primeiros a indignar-se, sem resultados. Em janeiro de 1976, quatro funcionários da Universidade do Minho ( Dr . Barreto Nunes, Dr. Mendes Atanazio,  Dr. Artur Norton e Arqt o Cameira) alertam o  M.E.I.C (Ministério da Educação e Investigação Científica, que tutelava a Junta Nacional de Educação com funções de proteção e conservação de monumentos e obras de arte)  do risco de destruição iminente da colina de Maximinos, em fevereiro é criado a C.O.D.E.P. (Comissão de Defesa e Estudo do Património). Em Abril o professor Jorge de Alarcão dirige uma primeira campanha de sondagens. Processo que culmina em 20 de novembro, com a visita do Primeiro Ministro Dr . Mário Soares no campo arqueológico :
| “ | Não se construirá mais em Braga sobre ruínas romanas | ” |
|   | — Dr . Mário Soares.                                 |   |

 A antecessora, da atual Unidade de Arqueologia da Universidade do Minho (U.A.U.M.) criado em 1976 para orientar o salvamento de Bracara Augusta, desenvolve-se  a partir de 1977 com os seguintes resultados: 
- Termas romanas de Maximinos — Alto da Cividade, descoberto em 1976.
- Fonte do Ídolo — São Lázaro. Nessa área, situada na actual Rua do Raio, e fora do antigo perímetro da cidade romana, terá existido um edifício religioso consagrado ao deus Tongoenabiago.
- Tramo da muralha romana da Quinta do Fujacal com uma primeira intervenção em 1977 e trabalhos de maior amplitude em 1982 e 1983.
- Ruínas romanas das Carvalheiras — descobertas em 1983. Datam do fim do século I, casa (Domus) particular da elite bracarense de 1152 m2[40]
- Mercado romano e basílica paleo-cristã (1983) — observáveis numa cripta, sob a capela da Sé Catedral
- Termas romanas da Rua Afonso Henriques — Data do século II, com uma área de 3000 m2.[40]
- Teatro romano do Alto da Cividade — Alto da Cividade, descoberto em 1999, foi construído no inicio do século II, com as termas públicas, e tem um diâmetro de 72,63 m (245 pés), com uma capacidade de entre 4000 e 4500 espetadores.[40]
- Mosaico Romano no Museu de D. Diogo de Sousa (1986) — um dos mais antigos do Norte de Portugal
- Seminário de Santiago 1987 - Nas escavações efectuadas no claustro, encontrou-se uma grande sala com resto de colunas, tendo ao centro uma piscina decorada com mosaicos, que foi provavelmente parte de um balneário
- Insula nos terrenos do Museu de D. Diogo de Sousa

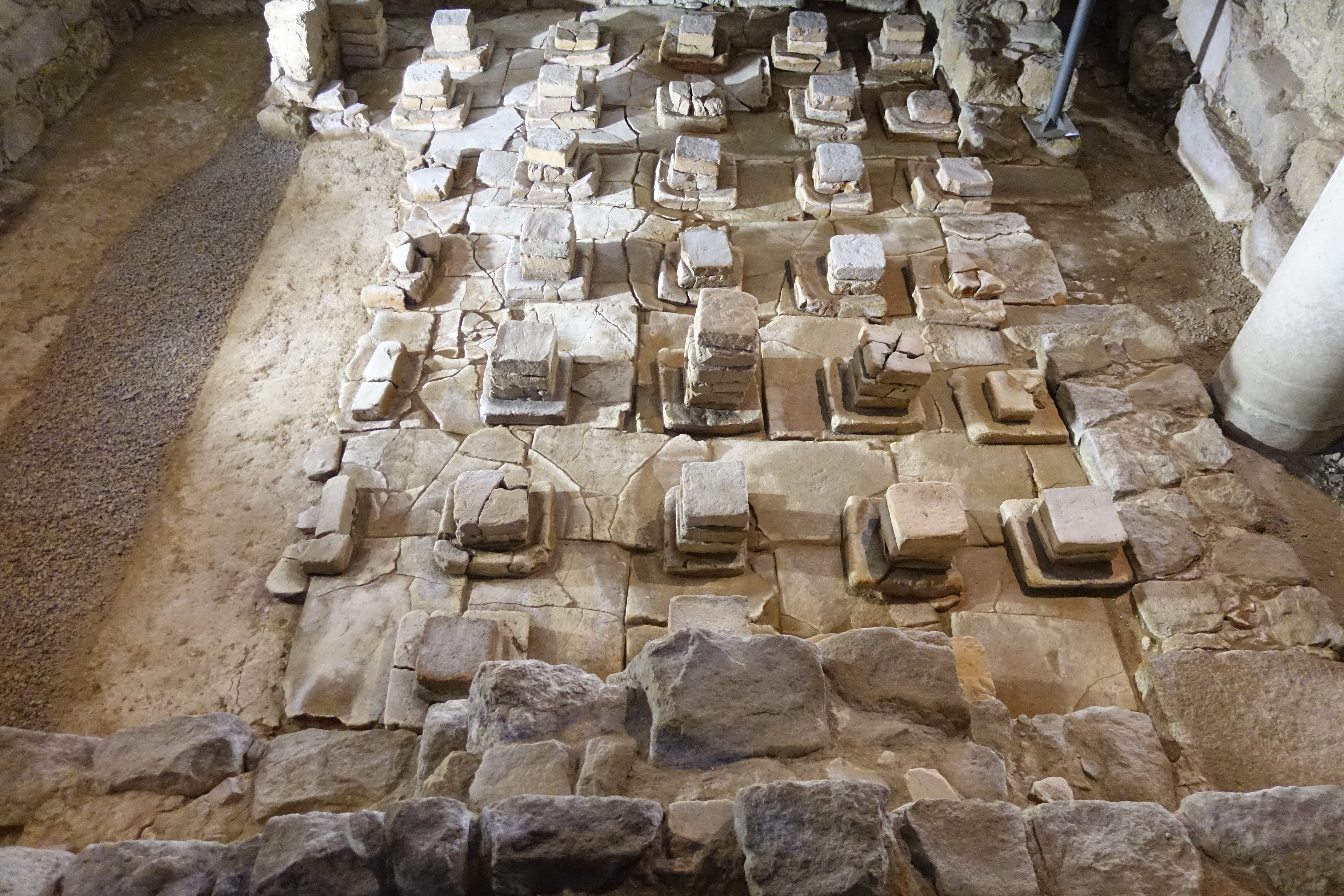
Insula romana sob edifício da Escola da Sé

- Insula romana sob edifício da Escola da Sé — Sé
- Ruínas romanas inseridas no edifício da Bibliopólis
- Ruínas Romanas do Edifício das "Frigideiras do Cantinho"
- Troço de muralha do Baixo Império na base da Torre da Capela de Nossa Senhora da Glória
- Edifício romano de Santo António das Travessas — Edifício Municipal
- Via Romana XVII — com origem no limite leste da cidade e, atravessando o Barroso, passa em Acquae Flaviae (Chaves), de onde prossegue para Astorga — Em fase de classificação pelo IPPAR
- Via Romana XVIII ou Via Nova (Geira) — localizada a nordeste da cidade, fazendo a ligação mais directa com Asturica Augusta (Astorga). Monumento nacional e em fase de preparação de candidatura a Património da Humanidade pela UNESCO
- Via Romana XIX- unia as cidades de Braga, e Asturica Augusta (Astorga), via Ponte de Lima.